# Спасо-Преображенский храм (Спас-Загорье)
Спасо-Преображенский храм — храм 3-го благочинного округа Калужской епархии Русской православной церкви, расположенный в селе Спас-Загорье Малоярославецкого района Калужской области. Памятник архитектуры федерального значения.

## История
Каменный храм Преображения Господня возведён в 1614 году князем Борисом Лыковым-Оболенским, который также восстановил Пафнутьево-Боровский монастырь после разорения 1610 года. Помимо него, в строительстве храма принимали участие Нарышкины, имение которых было по соседству с селом. В течение всего XVII века храм достраивался и принял свой настоящий внешний вид к 1696 году.
С 1920 года в нижнем храме размещались склады, а затем и столовая местного колхоза. Служивший в церкви священник Яков Казанский 17 сентября 1930 года был приговорён к трём годам лишения свободы. В 1937 году закрыта для прихожан остальная часть храма, однако спустя 10 лет, 24 сентября 1947 года, здание возвращено церковной общине. Священником назначен архимандрит Никандр (Николаев), прослуживший его настоятелем до 1973 года. При нём были отремонтированы крыша и купола храма. В следующие годы в храме служили Вениамин Ермак, Валентин Старина, игумен Донат (Петенков), Александр Богодеев, Иоанн Максименко, Владимир Макеев, Николай Суходолов, Сергий Шумилин, Борис Кузнецов, Алексий Поляков, Ростислав (Колупаев). В 1993 году заменили на новый венчающий колокольню крест, изготовленный ещё в XVII веке. С 1995 года при храме действует воскресная школа для детей и библиотека. С 14 января 1997 года настоятелем храма служит Сергий Демьянов. В 2015 году в придельной церкви выполнены росписи.

## Архитектура
Здание храма двухэтажное. Верхний этаж — летняя церковь в честь Спаса Преображения, к которой с северной стороны пристроен придел в честь Покрова Божией Матери, а в трапезной устроен алтарь в честь Воздвижения Креста Господня. В подклете устроен зимний тёплый храм с одним алтарем в честь Казанской иконы Божией Матери. Территория храма со стороны села обнесена железной оградой. Иконостас, вероятно, времени последнего крупного ремонта (1885), но Царские Врата остались от XVII века. На иконах ризы XIX века.
Теплая нижняя церковь была оборудована, вероятно, уже после постройки всего здания, на что указывает крайне скудное её освещение, выпиленные связи в пятах сомкнутых сводов и пол, опущенный на 12 вершков ниже уровня земли. По стенам нижнего храма в виде лавок проходят обрезы каменного фундамента.
Верхний храм выстроен на подклете и имеет два яруса окон, обрамленных наличниками, состоящими из двух колонок, связанных сверху фигурной скобкой. Крыша образована сомкнутым сводом, увенчанным 5 главками, из которых средняя — световая. Железный крест над средней главой высотой 4 аршина. Открытая паперть окружавшая церковь с трех сторон разломана в конце XIX века. Трапезная по плану квадратная, в ней находится деревянная скульптура «Христос в темнице» («Спас полунощный») XVIII века. Шатровая колокольня, расположенная при входе в трапезную, представляет собой восьмерик поставленный на четверик таким образом, что по главным осям приходятся не грани, а углы.